# David Jason
David Jason, nato David John White (Londra, 2 febbraio 1940), è un attore, comico e doppiatore britannico.

## Biografia
Nato nel borgo londinese di Enfield, è l'interprete di "Del Boy" Trotter nella serie Only Fools and Horses, creata da John Sullivan, e del detective Jack Frost nell'omonima serie.
Ha partecipato anche a numerose altre serie televisive come Do Not Adjust Your Set (1967-1969), Dottori in allegria (1970), La vita segretissima di Edgar Briggs (1974), Porridge, Open All Hours (1976-1985), The Darling Buds of May (1991-1993), Diamond Geezer (2005-2007), The Royal Bodyguard (2011-2012) e Still Open All Hours (2013).
Al cinema è comparso tra l'altro in Under Milk Wood (1972) e Royal Flash - L'eroico fifone (1975). Dal 1981 al 1992 ha dato la voce a diversi personaggi della serie animata Danger Mouse. Come doppiatore di cartoni animati ha anche dato la voce in Gran Bretagna al Conte Dacula e ne Il mio amico Gigante.
Nel 2006 recita in Terry Pratchett's Hogfather, mentre nel 2008 appare nel film televisivo The Colour of Magic.

### Vita privata
Nel 1993 è stato nominato Ufficiale dell'Ordine dell'Impero Britannico (OBE) e nel 2005 Knight Bachelor. Dal 1977 fino alla sua morte nel 1995 è stato legato all'attrice gallese Myfanwy Talog. Nel 2005 si è risposato con Gill Hinchcliffe.

## Premi
Ha vinto quattro British Academy Television Awards come miglior attore (1988, 1991, 1997, 2003 alla carriera), quattro British Comedy Awards (1990, 1992, 1997, 2001 alla carriera), sei National Television Awards (1997, 2001, due nel 2002, 2004, 2011) e altri premi televisivi. Nel 2010 è stato premiato col riconoscimento alla carriera nel corso dell'International Film Festival di Monaco.

## Onorificenze
Onorificenze britanniche